# Evelyn Sandberg Vavalà
Evelyn Sandberg Vavalà (nota anche col nome da sposata Evelyn Kendrew), pseudonimo di Evelyn May Graham Sandberg (Compton, 1888 – Firenze, 8 settembre 1961), è stata una storica dell'arte britannica.
I suoi studi riguardarono principalmente l'iconografia nel Medioevo e nel Rinascimento italiani.

## Biografia
Evelyn May Graham Sandberg nacque nel 1888 a Compton, nel Berkshire, figlia unica del reverendo George Alfred Sandberg (1848-1910), vicario della chiesa dei Santi Maria e Nicola e Annie Sandberg (1858-1894). Rimase orfana della madre a sei anni e con il padre si trasferì a Bournemouth. Frequentò il St Anne's College, allora collegio femminile dell'Università di Oxford, studiando geografia e geomorfologia. Terminati gli studi venne nominata insegnante di geografia alla Bradford Girls' Grammar School nel 1912.
Due anni dopo sposò il geografo e climatologo Wilfrid Kendrew e passò a insegnare geografia presso l'Università di Reading. Il 24 marzo 1917 nacque il loro unico figlio John (il co-vincitore del Premio Nobel per la chimica nel 1962). Dopo un fallito tentativo di lasciare il paese con il figlioletto di quattro anni ottenne il divorzio nel 1921.
Fu allora che si trasferì a Firenze dove assunse lo pseudonimo di Evelyn Sandberg-Vavalà e dove vivrà per 35 anni, fatta eccezione per gli anni durante la Seconda Guerra Mondiale. Qui si dedicò allo studio della storia dell'arte sotto la guida di Bernard Berenson.
L'esito degli insegnamenti del maestro la portò a pubblicare in italiano una serie di pionieristici volumi sull'arte dal medioevo al rinascimento. Il primo libro nel 1926 fu un'analisi dei pittori primitivi veronesi del XIV e XV secolo cui seguirono nel 1929 una seminale ricerca sui crocifissi dipinti italiani e l'iconografia della passione e nel 1934 L'iconografia della Madonna col Bambino nella pittura italiana del Dugento.
Durante la seconda guerra mondiale dovette far ritorno in Inghilterra dove lavorò all'organizzazione della Oxford University Gramophone Society, una biblioteca di prestito. In quei pochi anni riuscì a riallacciare la relazione con il figlio che continuò più tardi, anche dopo il ritorno in Italia nel 1946, dove il figlio andò a trovarla e la sostenne economicamente.
Nel dopoguerra pubblicò ancora in Italia, ma in lingua inglese, alcune monografie divulgative riguardanti lo sviluppo della scuola fiorentina di pittura (1948) e di quella senese (1953) oltre ad un volume di studi sulle chiese fiorentine dal XIII al XV secolo (1959).
Oltre ai volumi monografici Sandberg-Vavalà scrisse, sia prima sia dopo la guerra, anche diversi articoli per testate specialistiche come Dedalo, Rivista d'Arte, The Burlington Magazine, l'Art Bulletin della College Art Association e il Journal of the Warburg and Courtauld Institutes.
È ricordata anche come tutor e guida per studenti d'arte nella Galleria degli Uffizi, accompagnandoli anche nelle visite per tutta l'Italia. Per quanto finanziariamente insicura riuscì comunque a raccogliere un vasto archivio di immagini di opere d'arte, curato e catalogato con l'obiettivo di coprire tutti i dipinti gotici e rinascimentali noti in Italia. Un archivio che metteva a disposizione dei suoi studenti.
Verso la fine della vita la Sandberg-Vavalà si convertì al cattolicesimo e divenne oblata camaldolese.
In quegli stessi anni stava lavorando alla schedatura dei pittori veneti per la neo-costituita Fondazione Giorgio Cini.
Curata dalle consorelle durante la fase terminale della sua malattia, morì l'8 settembre 1961. Fu sepolta nel piccolo cimitero di Moggiona, frazione di Poppi.
Poco prima della morte aveva proposto alla fondazione veneziana la vendita del suo archivio consistente in circa 25.000 fotografie e altri documenti. La cessione della raccolta e la liquidazione al figlio John furono seguite da Ulrich Middledorf e, oltre a quanto trattenuto dalla Giorgio Cini, una parte confluì alKunsthistorisches Institut di Firenze e un'altra all'archivio fotografico di Federico Zeri a Bologna.

## Selezione di pubblicazioni
- Evelyn Sandberg-Vavalà, La pittura veronese del trecento e del primo quattrocento, Verona, La tipografica veronese, 1926.
- Evelyn Sandberg Vavalà, Petrus Pictor e la sua croce a Campi, in Dedalo, vol. 7, 1926-1927,  pp. 765-776.
- Evelyn Sandberg-Vavalà, La croce dipinta italiana e l'iconografia della passione, Verona, Apollo, 1929.
- (DE) Evelyn Sandberg-Vavala, Maestro Stefano und Niccolò di Pietro, in Jahrbuch der Preußischen Kunstsammlungen, vol. 51, 1930,  pp. 94-109.
- (EN) Evelyn Sandberg-Vavala, Maestro Paolo Veneziano, in The Burlington magazine for connoisseurs, 1930,  pp. 160-183.
- (EN) Evelyn Sandberg-Vavala, Lazzaro Bastiani's Madonnas, in The Burlington magazine for connoisseurs, vol. 59, Londra, 1931,  pp. 124-140.
- Evelyn Sandberg Vavalà, L'iconografia della Madonna col Bambino nella pittura italiana del Dugento, Siena, Stabilimento d'arti grafiche S. Bernardino, 1934.
- (EN) Evelyn Sandberg-Vavala, Niccolò di Pietro Veneziano, in The art quarterly, vol. 2, Detroit, 1939,  pp. 287-292.
- (EN) Evelyn Sandberg-Vavala, Panels by Tomaso da Modena, in The journal of the Walters Art Gallery, vol. 3, 1940,  pp. 69-74.
- (EN) Evelyn Sandberg-Vavala, The reconstruction of a polyptych by Michele Giambono, in Journal of the Warburg and Courtauld Institutes, vol. 10, 1947,  pp. 20-26.
- (EN) Evelyn Sandberg-Vavalà, Uffizi studies : the development of the Florentine school of painting, Firenze, Leo S. Olschki, 1948.
- Evelyn Sandberg-Vavalà (introduzione), Simone Martini, Firenze, Electa, 1950.
- (EN) Evelyn Sandberg-Vavalà, Sienese studies : the development of the school of painting of Siena, Firenze, Leo S. Olschki, 1953.
- (EN) Evelyn Sandberg-Vavalà, Studies in the Florentine churches, Firenze, Leo S. Olschki, 1959.